# Nikolaus Börner
Nikolaus Börner (auch Nicolai Börner, Nicolaus Börner, * 27. Januar 1693 in Schmieritz; † 12. September 1760 in Neustadt an der Orla) war ein deutscher Apotheker und Mediziner, der zuletzt als praktischer Arzt in Neustadt an der Orla wirkte.

## Leben und Wirken
Nikolaus Börner machte beim Apotheker Bernhard in Frankenhausen eine Lehre als Apotheker und arbeitete nach Beendigung seiner Ausbildung längere Zeit beim Hof- und Universitätsapotheker Voigt in Jena. Nach Tätigkeiten in Frankfurt am Main, Straßburg und Koblenz kehrte er 1721 nach dem Tod seiner Mutter zurück und studierte Medizin an der Universität Jena. Am 27. November 1725 wurde er promoviert und wirkte anschließend bis zu seinem Lebensende als praktischer Arzt in Neustadt an der Orla.
Börner wurde vor allem durch seine Schriften zur Kinderheilkunde bekannt, die zum Teil in mehreren Auflagen bis 1756 erschienen.
Unter der Präsidentschaft von Andreas Elias Büchner wurde Nikolaus Börner am 29. April 1737 unter der Matrikel-Nr. 470 mit dem akademischen Beinamen Asterion II. zum Mitglied der Leopoldina gewählt.
1751 wurde er zum Kaiserlichen Pfalzgrafen ernannt.
Nikolaus Börner war seit 8. Oktober 1726 mit Sophie Regina, geborene Wendler, der Tochter des Schulrektors David Wendler, verheiratet. Das Ehepaar hatte zwei Kinder, eine Tochter und einen Sohn.

## Schriften
- Medicus Sui Ipsius, Oder Sein selbst Artzt, In welchem nach vernünftigen Hygieischen Grund-Sätzen Anweisung gegeben wird, Wie ein jeder Seine Gesundheit erhalten und mit Gott eines langen Lebens theilhaftig werden könne. Blochberger, Franckfurt und Leipzig 1744 (Digitalisat)
- Kinder-Arzt, d.i. Unterricht von Kinder-Kranckheiten, Wie selbige zu verhüten, zu erkennen und zu curiren. In welchem Statt eines Vorberichts erinnert wird, was beym Geschäfte des Kinder-Zeugens zu beobachten, und wie eine Schwangere sich zu verhalten habe, wenn sie gesunde Kinder zur Welt bringen will. Ingleichen Wie lange ein Kind im Mutter-Leibe verweilen, und was bey dessen Geburth beobachtet werden müsse. Worzu noch kömmt, Was von dem Amte und der Pflicht einer Heb-Ammen oder Wehe-Mutter zu gedencken nöthig. Nicht weniger, wie viel Zeit ein Kind an der Mutter-Brust gelassen, und wie seiner gewartet, auch auf was Art solches bis ins zweyte oder dritte Jahr gezogen werden solle. Nebst vorgesetzten Lebens-Umständen des Verfassers. Blochberger, Franckfurt und Leipzig 1752 (Digitalisat)